# Трестино (озеро)
Трестино — озеро на северо-западе Тверской области, расположенное на территории Пеновского района. Принадлежит бассейну Волги.
Находится на высоте 232,9 метров над уровнем моря в 15 километрах к северо-западу от районного центра, поселка Пено. Озеро вытянуто с севера на юг. Протяжённость около 2,3 км, ширина до 0,3 км. Площадь водной поверхности — 0,44 км². Протокой соединяется с рекой Кудь. С востока, юга и юго-запада окружено болотами, с северо-запада — лесом.

## Данные водного реестра
По данным государственного водного реестра России относится к Верхневолжскому бассейновому округу, водохозяйственный участок реки — Волга от истока до Верхневолжского бейшлота, речной подбассейн реки — Волга до Рыбинского водохранилища. Речной бассейн реки — (Верхняя) Волга до Куйбышевского водохранилища (без бассейна Оки).
Код водного объекта в государственном водном реестре — 08010100111110000000223.